# Vanity Fair
Vanity Fair је месечни часопис о популарној култури и моди који издаје Condé Nast у САД.